# NGC 2128
NGC 2128 في الفهرس العام الجديد، هي مجرة، تقع في كوكبة الزرافة. اكتشفت في 27 ديسمبر 1886 بواسطة إدوارد د. سويفت.

## روابط خارجية
- NGC 2128 على موقع ويكي سكاي: DSS2, SDSS, GALEX, IRAS, Hydrogen α, X-Ray, Astrophoto, Sky Map, Articles and images